# Kanári szigeteki forrópont

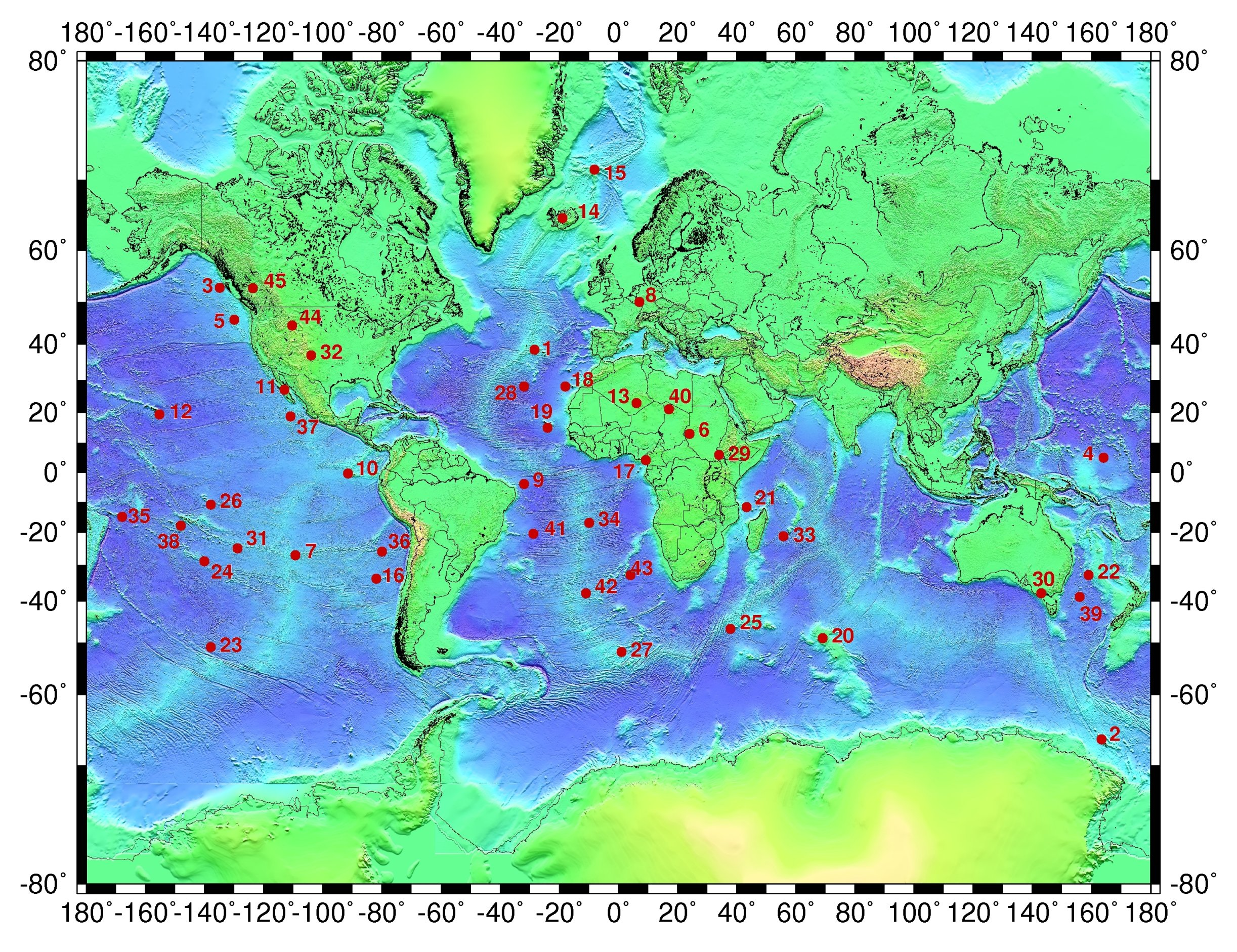
Forrópontok a Földön. 18-as a Kanári szigeteki forrópont

A Kanári szigeteki forrópont az a köpenyfeláramlás, ami a Kanári-szigetek kialakulásában szerepet játszott. A forrópont a mai napig aktív, a legutóbbi ide kapcsolódó kitörés 2021. szeptember 19-én volt, La Palma szigetén. Hozzá kötődik az egyik legnagyobb cunami, amiről geológiai bizonyítékaink vannak. Ennek köszönhetően a szigetcsoport a Hawaii szigetek mellett a legalaposabban tanulmányozott vulkáni terület, bár az eredete és fejlődése a mai napig tisztázatlan.

## Elhelyezkedése
A forrópont az afrikai és az európai lemez határán található, a Kanári-szigetek alatt. A köpenycsóva a mai napig aktív, erről a vulkáni tevékenység és a rendszeres földmozgások is tanúskodnak.
Jelenleg hat jelentősebb vulkánt tartanak nyilván a területen, ebből ötnek volt az elmúlt kétezer évben kitörése. A nevezett vulkánok:
- La Palma
- El Hierro
- Tenerife
- Gran Canaria
- Fuerteventura[* 1]
- Lanzarote

## Geológia
A forrópont feletti szigetcsoport legöregebb tagja a nagyjából 20 millió éves Fuerteventura, a legfiatalabb az El Hierro a maga bő egymillió évével. A szigetcsoport alatt mintegy 170-200 km mélységben egy kis sűrűségű térrész van, ez valószínűleg a feláramlás kiterjedő fejrésze.
A szigetekre jellemző a földcsuszamlás, a kutatók legalább hat katasztrofális méretű esemény nyomait rögzítették.
A szigetcsoport és a forrópont kialakulása máig kutatott esemény, valószínűleg nem pusztán egy köpenyfeláramlással állunk szemben, hanem egyben egy kialakuló törésvonalat is tapasztalhatunk. Ez az egyik fő oka a szigetcsoport intenzív vizsgálatának.

## Jelentősebb kitörések
- 2021: Cumbre Vieja
- 2021: La Palma
- 2012: El Hierro
- 1909: Tenerife
- 1824: Lanzarote